# Vilatge de Suïx
El Vilatge de Suïx és un despoblat antic del terme del Pont de Suert, dins de l'antic municipi de Llesp, pertanyent a l'Alta Ribagorça. És al capdamunt d'un tossal conegut actualment com “les Dos Roques”.
El nom d'aquest vilatge és en realitat una hipòtesi. Es pot deduir de l'existència d'un indret (en el curs baix del Barranc de Raons) que rep la denominació de Suís en informants de Ventolà ([su'is]) o Suïx en informants del Pont de Suert ([su'iʃ]). Coromines (Onomasticon Cataloniae, VII 174b3) esmenta l'indret com a ubicació probable d'un poblat antic que es correspondria amb el nom Suexi o Soxi que apareix en documentació antiga, singularment al cartoral de Lavaix. La identificació de Soxi o Suexi amb l'actual Suïx o Suís és realista, tot i que hipotètica i, per tant, una entitat com "vilatge de Suïx" no deixa de ser, també, una hipòtesi. Una forma arcaica i no documentada *Sueix és prou esperable si, com defensa Coromines, aquest topònim és "homòleg" d'Obeix (Pallars), que al seu torn es correspon amb Ovís a la Ribagorça (prop de Betesa), i que llavors permet deduir una relació anàloga Sueix-Suís amb variant Suïx. Compareu amb Aleix-Alís (Serra de Sant Alís).
Per arribar-hi, des del barri de Sant Aventí del Pont de Suert cal seguir la pista que mena a Gotarta i Igüerri pel barranc de Raons o barranc de Suix. Dos quilòmetres i mig abans de Gotarta es passa a prop de l'abocador comarcal, situat a l'esvoranc d'una antiga pedrera de guix. El poblat de Sueix és al damunt de l'abocador.
El vilatge de Sueix començà essent una vil·la rural pertanyent al castell de Suert, que passà a mans del monestir de Lavaix progressivament, de manera que al segle xi ja pertanyia del tot al monestir. El poblat es degué abandonar arran de les crisis del segle xiv.
El fet que faci anys que es va fer una primera prospecció i no s'hi hagi fet cap més intervenció fa que avui dia sigui de difícil seguiment aquest vilatge. En aquella primera prospecció es trobaren quatre estructures d'habitació, a més de les restes de l'església del lloc, escampades pel vessant meridional del turó.